# Boginja (album)
Boginja je drugi studijski album Milice Pavlović. Izdao ga je Grand Production 16. prosinca 2016. godine.

## Popis pjesama
| Br. | Skladba                  | Trajanje |
| --- | ------------------------ | -------- |
| 1.  | »Boginja«                | 3:28     |
| 2.  | »Mogla sam«              | 3:49     |
| 3.  | »Dvostruka igra«         | 4:04     |
| 4.  | »Baja Papaja«            | 3:12     |
| 5.  | »Istanbul«               | 3:35     |
| 6.  | »Još se branim ćutanjem« | 3:37     |
| 7.  | »Detektiv«               | 3:13     |
| 8.  | »La Fiesta«              | 3:56     |
| 9.  | »Selfie«                 | 4:04     |
| 10. | »Ljubi ljubi«            | 3:12     |
| 11. | »Demantujem«             | 3:52     |

## Izdanja
| Regija | Datum              | Format(i) | Izdavač          |
| ------ | ------------------ | --------- | ---------------- |
| Srbija | 16. prosinca 2016. | CD        | Grand Production |